# Le Bardon
 Le Bardon  es una población y comuna francesa, situada en la región de Centro, departamento de Loiret, en el distrito de Orleans y cantón de Meung-sur-Loire.

## Demografía
| 515 | 538 | 561 | 724 | 783 | 818 |
| Para los censos de 1962 a 1999 la población legal corresponde a la población sin duplicidades (Fuente: INSEE [Consultar]) |     |     |     |     |     |